# Eduard Preuß

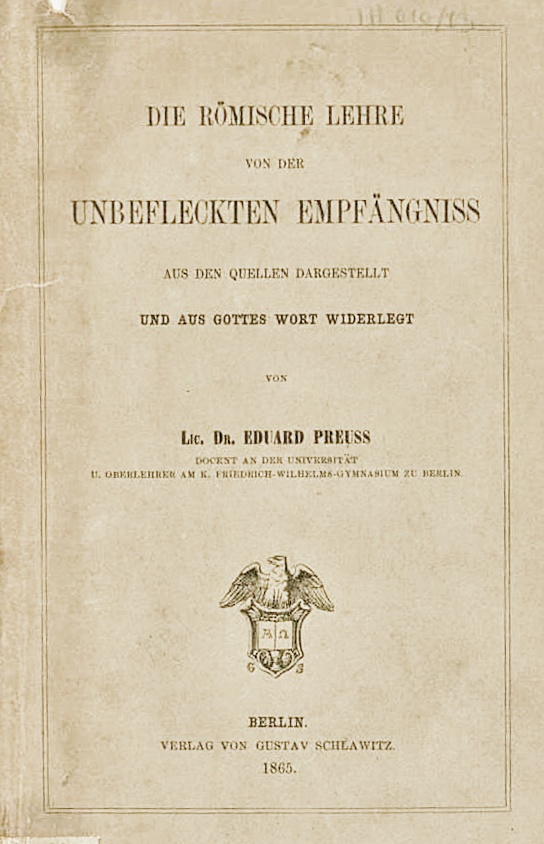
Titelblatt der Schrift gegen die Unbefleckte Empfängnis Mariens, 1865

Eduard Preuß voller Name Friedrich Reinhold Eduard Preuß, später oft Edward Preuss (* 10. Juli 1834 in Königsberg, Königreich Preußen; † 17. Juli 1904, in Chicago, USA) war ein lutherischer Theologe, Hochschullehrer, Konvertit zum katholischen Glauben, Journalist und Chefredakteur der größten deutschsprachig-katholischen Tageszeitung Amerikas.

## Leben und Wirken

### Lutherischer Theologe
Eduard Preuß wurde als Sohn des königlichen Waisenhaus- und Seminardirektors August Eduard Preuß und dessen Gattin Rosalie geb. Stehr, in Königsberg geboren. Der Vater war ein bekannter Pädagoge und Buchautor, letzteres meist unter dem Kürzel A.E. Preuß. Der Junge besuchte das örtliche Gymnasium und erwarb 1853 sein Doktorat in Philosophie an der Universität Königsberg. Hier in der Stadt arbeitete er zunächst als Gymnasiallehrer. 1857 promovierte er in Theologie an der Universität Berlin, wo er 1859 auch habilitierte. Neben einer Anstellung als Lehrer an der Dorotheenstädtischen Realschule und am Friedrich-Wilhelms-Gymnasium wirkte Eduard Preuß bis 1868 an der Berliner Universität als Tutor und Privatdozent. Zu seinen Schülern gehörten u. a. Mitglieder des königlichen Hauses, mit den Historikern Theodor Mommsen und Leopold von Ranke verband ihn eine Freundschaft und selbst Otto von Bismarck gehörte zu seinem Bekanntenkreis. Religiös stand er auf dem Boden eines streng konservativen Luthertums.
Am 8. Dezember 1854 verkündete Papst Pius IX. das Dogma von der Unbefleckten Empfängnis Mariens (Befreiung Mariens von der Erbsünde), wogegen sich im protestantischen Bereich eine starke Gegenbewegung formierte, die diesen Glaubenssatz nachhaltig bestritt. Zu ihr gehörte auch Eduard Preuß. Er verfasste dagegen eine theologische Schrift mit dem Titel Die Römische Lehre von der unbefleckten Empfängniss: aus den Quellen dargestellt und aus Gottes Wort widerlegt, welche auch in Fremdsprachen übersetzt wurde. Hierdurch erlangte Preuß eine große Bekanntheit als protestantischer Theologe. In der teils polemischen Schrift griff Preuß nicht nur die katholische Kirche, sondern auch den Rationalismus im protestantischen Lager an, was zu heftigen Kontroversen und Auseinandersetzungen führte, da die Universität Berlin vom liberalen Protestantismus dominiert war.

### Skandal um Kindesmissbrauch
Im Dezember 1868 wurden gegen Preuß Vorwürfe laut, er habe zu seinen Schülern homosexuelle Verhältnisse gehabt und sei ein „Kinderschänder“. Preuß floh noch vor der Untersuchung aus Berlin in die USA. Dort ging er ans theologisch konservative, lutherische Concordia Seminar, der Missouri-Synode in St. Louis, USA, wo er Exegese, Kirchengeschichte und Hebräisch unterrichtete.

### Katholischer Publizist
Gleichzeitig ließ ihn die Beschäftigung mit der katholischen Glaubenslehre und besonders mit dem Dogma von der Unbefleckten Empfängnis nicht mehr los. Nach schweren inneren Kämpfen kam Eduard Preuß zu der Auffassung, dass das von ihm so heftig bekämpfte Dogma theologisch richtig sei und nahm in der Folge den ganzen katholischen Glauben an. Am 1. Dezember 1871 kündigte er seine Lehrstelle am Concordia Seminar und am 8. Dezember, dem Festtag der Unbefleckten Empfängnis, konvertiert er offiziell zur katholischen Kirche. Er veröffentlichte schon bald ein theologisches Werk, in dem er sein Buch Die Römische Lehre von der unbefleckten Empfängniss: aus den Quellen dargestellt und aus dem Wort Gottes widerlegt widerrief und das Dogma lehrmäßig begründete. Am 17. Oktober 1872 wurde in St. Louis die deutschsprachige Zeitung Die Amerika  gegründet, welche sich zur größten katholischen Tageszeitung der Vereinigten Staaten entwickelte. Von Anfang an fungierte Eduard Preuß, welcher sich immer öfter Edward Preuss nannte, als Chefredakteur. Als Neokatholik anfangs nur intern tätig und bekannt, übernahm er am 17. Januar 1878 auch offiziell die Leitung der Zeitschrift. 1902 musste sich Preuss gesundheitsbedingt aus dem Berufsleben zurückziehen und verstarb 1904 in Chicago. Er gehörte damals zu den bekanntesten Publizisten der USA und man bezeichnete ihn als den Fürsten unter den deutsch-amerikanischen Journalisten.
Eduard Preuß verheiratete sich in Amerika mit Concordia P. Schuricht, aus einer angesehenen lutheranischen Familie, welche 1839 zusammen mit Pastor Martin Stephan, dem Gründer der Missouri-Synode, aus Sachsen eingewandert war.
Ihr Sohn Arthur Preuss (1871–1934) trat in die Fußstapfen des Vaters und wurde ebenfalls ein bekannter amerikanischer Journalist und katholischer Laientheologe.